# Киргизки хребет
Киргизки хребет или Киргизки Алатау (на киргизки: Кыргыз Ала-Тоо; на казахски: Қырғыз жотасы; на руски: Киргизский хребет, Киргизский Алатау) е планински хребет в северозападната част на Тяншан, разположен на територията на Киргизстан (Таласка, Чуйска и Наринска област) и Казахстан (Жамбълска област). Простира се от град Таразна запад до Боамското дефиле на река Чу на изток на протежение от 375 km, като загражда Таласката долина и Сусамирската котловина от север и Чуйската долина от юг. На юг чрез проходите Каракол Ашуу (3647 m) и Каракол (3486 m) се свързва съответно с хребетите Таласки Алатау и Джумгалтау. Максимална височина връх Семьонов-Тяншански 4895 m, (42°30′58″ с. ш. 74°34′48″ и. д. / 42.516111° с. ш. 74.58° и. д.), разположена в източната му част, в Чуйска област, на 40 km южно от столицата Бишкек. Изграден е основно от седиментни и метаморфни скали, порфирити и гранити. Северните му склонове, обърнати към пустинята Мойънкум и Чуйската долина са полегати и дълги и по тях се стичат множество къси и пълноводни реки леви притоци на Чу или губещи се в пясъците на Мойънкум. Южните му склонове са къси и стъмни, по които текат къси и бурни реки десни притоци на Талас и леви притоци на Кьокьомерен (десен приток на Нарин. До 2500 m склоновете му са покрити от степни пространства и редки гори от смърч и арча, а нагоре следват субалпийски и алпийски пасища. Районите над 3700 m са заети от обширни фирнови полета и ледници с обща площ 223 km².

## Топографска карта
- К-42-Б М 1:500000[2]
- К-43-А М 1:500000[3]
- К-43-Б М 1:500000[4]